# Методизм в Эстонии
Методизм в Эстонии зародился в начале XX века на острове Сааремаа, затем религиозные общины появились и на материковой части Эстонии.
Начиная с 2024 года Эстонская Методистская Церковь является полностью самостоятельной и не входит в какую-либо всемирную организацию методистов.

## История

### Основание
История методизма в Эстонии началась 9 июня 1907 года, когда два друга — Василий Тяхт и Карл Куум, эстонцы по происхождению, приехали на остров Сааремаа и стали  проповедовать там Евангелие. Собрания, которые они проводили, активно посещались жителями острова и способствовали духовному возрождению людей. 13 августа 1910 года была основана первая методистская община в городе Курессааре, затем это духовное движение распространилось на материк Эстонии. Были образованы новые религиозные общины в городах Пайде, Тапа, Хаапсалу, Раквере, Пярну, Тарту, Вильянди и Таллине.

### Развитие
Накануне Второй мировой войны методистская церковь независимой Эстонии (ЭМЦ) насчитывала 1600 членов, и, кроме того, 1500 юношей и детей, 26 церквей и воскресных школ, 15 пасторов, имелось ежемесячное издание «Kristlik Kaitsja» («Христианский поборник»). К окончанию Второй мировой войны численность членов методистской церкви Эстонии сократилась с 3100 до 700 человек, действовало 12 церквей. Треть эстонских методистских священнослужителей погибли в советских тюрьмах и сибирских лагерях, в том числе и суперинтендент Мартин Прикаск. Но несмотря на огромные трудности послевоенного времени, численность членов Эстонской методистской церкви постоянно росла. Так, Таллинская община стала самой большой методистской общиной в Европе и насчитывала 1 166 членов в начале 1960-х годов.

### Таллинская русская община
Таллинская методистская церковь является основной в Эстонии и включает в себя эстоноязычную и русскую общины. Церковь в Таллине основали 3 марта 1922 года, основателями были Мартин Прикаск, суперинтендент Балтийско-Славянской Конференции Джордж А.Симонс и Владимир Рафаловский. Церковь была эстонской, но её начали посещать и русскоязычные. Вначале служение просто переводили на русский язык, но так как русскоговорящих становилось больше, в феврале 1957 года образовалась русская община. Инициатива и весь последующий ход работы среди русскоязычных членов церкви принадлежит Георгию Ланбергу. На сегодняшний день (по состоянию на 2022 год) в Таллинской русской общине 254 членов.

### Современное состояние
В 1980-е годы были образованы новые церкви и построены новые церковные здания ЭМЦ, что подняло дух эстонского методизма. 28 мая 1994 года Таллинская община благословила участок земли на строительство новой церкви, по адресу Нарва мнт. 51, Таллинн, краеугольный камень заложили 1 октября 1994 года, и здание большой церкви было благословлено 10 сентября 2000 года.
На сегодняшний день в здании работает Теологическая Семинария Эстонской Методистской Церкви, в которой могут получить образование люди со всего мира. В период 2005—2018 гг. суперинтендентом ЭМЦ являлся Таави Холльман, в 2018-м году эту должность возглавил Роберт Черенков.
ЭМЦ издаёт журнал «Koduteel».

## Особый вклад
Символом мужества эстонских методистов стал их неофициальный патриарх, преподобный Александр Куум (1899—1989). Его преемники, преподобный Хуго Оэнго (1907—1978) и Олав Пярнаметс, внесли также огромный вклад в развитие методистской церкви Эстонии.

## Руководство
В Эстонской методистской церкви  каждая община юридически самостоятельная, подчиняющаяся руководству ЭМЦ. Согласно уставу, руководящим органом является конференция общины, которая собирается раз в год. Духовным руководителем является пастор, а хозяйственную часть ведет руководство общины. Органом контроля является Ревизионная комиссия общины.

## Миссионерство
За время своего существования Эстонская методистская церковь участвовала в миссионерской работе, которая выходила за пределы Эстонии, благодаря чему были образованы новые общины в России и Евангелие достигло финно-угорских народов. Были организованы воскресные служения с детьми и работа с молодежью. Появились на свет различные музыкальные ансамбли, детские и подростковые лагеря. Также проводятся служения в тюрьмах и ведется работа с нарко- и алкозависимыми людьми.
По состоянию на 1 января 2007 года в Эстонской методистской церкви насчитывалось 24 общины и 1 731 член церкви. По состоянию на 2024 год количество общин снизилось, их стало 23.